# Wassili Fomitsch Petruschewski
Wassili Fomitsch Petruschewski (russisch Василий Фомич Петрушевский; * 24. Novemberjul. / 6. Dezember 1829greg. in St. Petersburg; † 23. Apriljul. / 5. Mai 1891greg. ebenda) war ein russischer Militäringenieur der Kaiserlich russischen Armee, Chemiker und Erfinder.

## Leben
Petruschewski absolvierte in St. Petersburg das Erste Kadettenkorps (Abschluss 1848) und den Offizierskurs der Michael-Artillerie-Schule (Abschluss 1849). Während des Offizierkurses war er 5 Monate lang an der Niederschlagung der Ungarischen Revolution beteiligt. Ab 1850 unterrichtete er Chemie an der Michael-Artillerie-Schule und anderen  Militärbildungseinrichtungen. Auch war er Chemie-Lehrer des Kronprinzen Alexander III.
Als im Winter 1862/1863 Ottomar Gern ein neues U-Boot projektierte, entwarf Petruschewski dafür einen Ammoniak-Gasmotor, der aber die Tests nicht überstand.
In Zusammenarbeit mit Nikolai Sinin führte Petruschewski in den Jahren 1863–1866 Experimente mit Nitroglycerin durch, um dessen Handhabung für militärische Zwecke sicherer zu machen. Er mischte es mit Magnesiumoxid, und das Produkt wurde als Petruschewskis russisches Dynamit bekannt. Als es 1866 in der Nitroglycerin-Fabrik in Peterhof zu einer Explosion kam, wurde die weitere Forschungsarbeit verboten. Das Dynamit Alfred Nobels, der auch ein Schüler Nikolai Sinins war, wurde 1867 patentiert.
Petruschewski erfand einen ersten Entfernungsmesser für die Küstenartillerie. Die erfolgreichen Tests seines Entfernungsmessers durch die Kronstädter Batterien 1868 demonstrierten die erheblich verbesserte Treffsicherheit der Batterien. Im selben Jahr wurde er im Rang eines Obersts Mitglied des Marine-Technik-Komitees, beratendes Mitglied des Artillerie-Komitees der Artillerie-Hauptverwaltung und Chemie-Lehrer im Pagenkorps.
Für seine vielfältigen Erfindungen für die Artillerie und seine Arbeiten zur Ermöglichung der Massenproduktion von Nitroglycerin wurde Petruschewski eine Prämie von 3000 Rubel und eine lebenslange Jahrespension von 1000 Rubel gewährt.
Petruschewski wurde 1871 Leiter der 1869 gegründeten St. Petersburger Patronenfabrik, wo er sich auch an den Ingenieursaufgaben beteiligte. 1886 wurde er im Rang eines Generalleutnants ständiges Mitglied des reorganisierten Artillerie-Komitees, wo er die Bearbeitung der Militär-Elektrotechnik-Probleme leitete.
Der Historiker Alexander Petruschewski (1826–1904), der Physiker Fjodor Petruschewski (1828–1904) und der General Michail Petruschewski (1832–1893) waren Brüder Petruschewskis.
Petruschewski starb am 5. Mai 1891 in St. Petersburg und wurde auf dem St. Petersburger Nowodewitschi-Friedhof begraben.

## Ehrungen, Preise
- Michael-Preis der Michael-Artillerie-Schule (1859)[7]
- Komturkreuz mit Stern des Franz-Joseph-Ordens (1872)[2]
- Russischer Orden der Heiligen Anna I. Klasse (1876)[2]
- Orden des Heiligen Wladimir II. Klasse (1884)[2]
- Kaiserlich-Königlicher Orden vom Weißen Adler (1887)[2]